# 玉马水库
玉马水库是中国河南省洛阳市汝阳县境内的一座水库，位于马兰河上，建于1976年。水库正常库容为2207万立方米，集雨面积为160平方千米，海拔为444米。